# Pe Râul Mare în Retezat
Pe Râul Mare în Retezat este un film documentar românesc de scurtmetraj din 1989 regizat de David Reu.